# La Incredulidad de Santo Tomás (Salviati)
La Incredulidad de santo Tomás es un cuadro de Francesco Salviati realizado entre 1543 y 1547 para la iglesia Notre-Dame-Concort de Lyon por encargo de Tomaso de Gadagne, consejero florentino de Francisco Primeror. Se conserva actualmente en el museo del Louvre en el departamento de pinturas. Mide 275 cm por 234 cm.

## Historia
Encargado hacia 1547 por Tomaso Guadagni, consejero de Francisco Primero, para la capilla de los Florentinos del convento de los jacobinos de Lyon, este cuadro impresiona desde su llegada a Lyon al punto de estar retomado por numerosos artistas en diversos materiales. El grabador conocido como maestro CC retomó el cuadro sobre uno de sus grabados. Así, a pesar del olvido historiográfico de la vida artística lionesa desde el siglo XVII, este cuadro es una de las escasas obras citadas, sobre todo por Giorgio Vasari en su obra Le vite de' più eccellenti pittori, scultori e architettori.
La elección del tema por Tomaso Gadagne refleja la orientación política anti-medicea del patrocinador, que es igualmente la del artista,.

## Descripción
La escena bíblica de la Aparición del Cristo resucitado al apóstol Tomás, puesto de rodillas tocando la llaga del costado, se hace en presencia de los apóstoles. Jésus vestido sólo con el périzonium está de pie cerca de su estandarte, rodeado del resto de los apóstoles vestidos de amplias túnicas. La figura de la que vemos sólo los tres cuartos del torso sería un autorretrato del pintor.